# وان آرمسترانگ
وگن آرمسترانگ (انگلیسی: Vaughn Armstrong؛ زادهٔ ۷ ژوئیهٔ ۱۹۵۰) یک هنرپیشه اهل ایالات متحده آمریکا است.
از فیلم‌ها یا برنامه‌های تلویزیونی که وی در آن نقش داشته است می‌توان به پیروزی مردی به نام اسب  اشاره کرد.